# Stora Mörteråstjärnet
Stora Mörteråstjärnet är en sjö i Munkedals kommun i Bohuslän och ingår i Enningdalsälvens huvudavrinningsområde.